# گذرگاه مرزی سیران‌بند
گذرگاه مرزی سیران‌بند یک گذرگاه مرزی در شهرستان بانه است که از طریق آن می‌توان به شهر پنجوین در اقلیم کردستان عراق رسید. این بازارچه از شهر بانه ۱۸ کیلومتر، از شهر پینجوین در استان سلیمانیه ۳۰ کیلومتر و از شهر سلیمانیه حدود ۱۶۰ کیلومتر فاصله دارد.

## تبدیل شدن به مرز رسمی
مبادلات تجاری در مناطق مرزی مانند زرواو علیا، کانی سور، بوالحسن، چومان و نئور در سال‌های متمادی برقرار بود. از سال ۱۳۷۴ دولت ایران روستای مرزی سیران‌بند را که تخلیه شده‌بود به عنوان مکانی رسمی برای داد و ستد با کردستان عراق تعیین و به بازارچهٔ مرزی تبدیل کرد. این بازارچه در زمان شروع فعالیت دومین بازارچهٔ استان کردستان بود. در نخستین سال از فعالیت بازارچهٔ مرزی سیران‌بند ۶۰۰ پیله‌ور در این بازارچه مشغول فعالیت بودند، با این وجود این تعداد تا سال ۱۳۸۰ به نزدیک به ۸۰ نفر رسید. با این وجود این روند نزولی که منجر به وقفهٔ فعالیت‌های بازارچه در سال‌های ۱۳۷۰ و ۱۳۸۰ شد به سیری صعودی تبدیل شد و بازارچهٔ سیران‌بند به مرور از نظر میزان حجم معاملات و تعداد فعالان و شاغلین در آن به رتبه دوم بازارچه‌های استان کردستان تبدیل شد.
رسمی شدن مرز سیران‌بند بانه از سال ۱۳۷۴ مطرح و در دولت اول محمود احمدی‌نژاد به تصویب رسید. پس از آن نشست‌های دو طرفه در سطح استاندار کردستان و مسئولان اقلیم کردستان عراق و نمایندگان آن‌ها برگزار شد. در نهایت در دی ۱۳۹۹ دولت مرکزی عراق با رسمی شدن مرز سیران‌بند بانه موافقت کرد.
روز ۱۰ اسفند چتو صالح سعید معاون وزیر امور داخله اقلیم کردستان عراق و زانا رحمن رحیم فرماندار شهر پنجوین اقلیم کردستان عراق در رأس هیأتی از مرز سیران‌بند بانه بازدید و سپس با بهمن مرادنیا استاندار کردستان دیدار کردند. در روز ۱۰ اسفند ۱۳۹۹ خبری مبنی بر رسمی شدن مرز سیران‌بند اعلام شد و حتی گفته‌شد که تردد مسافر از این مرز به دلیل شیوع کرونا به مطلوب شدن شرایط موکول شده‌است. با این وجود یک روز بعد اعلام شد که به رغم موافقت مقامات اقلیم کردستان عراق با رسمیت یافتن مرز سیران‌بند، حکومت مرکزی عراق با این امر مخالفت کرده‌است.